# Конденсат (квантовая теория поля)
В квантовой теории поля конденса́т или ва́куумное сре́днее значе́ние оператора — среднее значение (см. математическое ожидание) этого оператора в вакуумном состоянии поля. Конденсат оператора O обычно обозначается {\displaystyle \langle O\rangle } или {\displaystyle \langle 0|O|0\rangle } (где вакуумное состояние поля обозначено как {\displaystyle |0\rangle }) Один из самых известных примеров конденсата оператора, приводящего к физическому эффекту, — эффект Казимира. Обычно конденсатом называют вакуумное среднее лишь с ненулевым значением.
Вакуумные средние операторов энергии, импульса, момента импульса, электрического заряда и других сохраняющихся квантовых чисел равны нулю.
Концепция конденсата важна для работы с корреляционными функциями в квантовой теории поля. Она также важна для объяснения такого механизма, как спонтанное нарушение симметрии. Для локальных (зависящих от пространственно-временных координат х) операторов поля φ(х) ненулевое вакуумное среднее {\displaystyle \langle 0|\varphi (x)|0\rangle } говорит о наличии вырождения вакуума и спонтанном нарушении симметрии.
Примеры:
- Поле Хиггса имеет вакуумное среднее значение 246 ГэВ[1] (электрослабая шкала). Ненулевое значение конденсата позволяет работать механизму Хиггса.
- Киральный конденсат в квантовой хромодинамике придаёт большую эффективную массу кваркам и проводит различие между фазами кварковой материи.
- Глюонный конденсат в квантовой хромодинамике может быть частично ответственен за массы адронов.
- Вакуумное среднее от хронологического произведения операторов полей или локальных токов даёт матричные элементы матрицы рассеяния и, таким образом, определяет все процессы взаимного превращения частиц.

Наблюдаемая лоренц-инвариантность пространства-времени позволяет формирование только таких конденсатов, которые являются лоренцевскими скалярами и имеют стремящийся к нулю заряд. Следовательно, конденсаты фермионных полей {\displaystyle \psi } должны иметь вид {\displaystyle \langle {\overline {\psi }}\psi \rangle ,} где черта означает дираковское сопряжение. Аналогично тензорное поле {\displaystyle G_{\mu \nu }} (например, тензор напряжённости векторного глюонного поля в КХД) может иметь только скалярное вакуумное ожидание, такое как {\displaystyle \langle G_{\mu \nu }G^{\mu \nu }\rangle .}